# Cipro ai Giochi della XXXIII Olimpiade
Cipro ha partecipato ai Giochi della XXXIII Olimpiade, svoltisi a Parigi, Francia, dal 26 luglio all'11 agosto 2024, con una delegazione di 15 atleti in 8 discipline.
I portabandiera alla cerimonia di apertura sono stati Milan Trajkovic e Elena Kulichenko.

## Delegazione
| Sport            | Uomini | Donne | Totale |
| ---------------- | ------ | ----- | ------ |
| Atletica leggera | 1      | 2     | 3      |
| Ciclismo         | 0      | 1     | 1      |
| Ginnastica       | 1      | 1     | 2      |
| Judo             | 0      | 1     | 1      |
| Nuoto            | 1      | 1     | 2      |
| Scherma          | 1      | 0     | 1      |
| Tiro             | 0      | 1     | 1      |
| Vela             | 2      | 2     | 4      |
| Totale           | 6      | 9     | 15     |

## Risultati

### Atletica leggera
Maschile
Eventi su pista e strada
| Atleta          | Evento             | Batteria  | Batteria  | Ripescaggi | Ripescaggi | Semifinale | Semifinale | Finale          | Finale          |
| Atleta          | Evento             | Risultato | Posizione | Risultato  | Posizione  | Risultato  | Posizione  | Risultato       | Posizione       |
| --------------- | ------------------ | --------- | --------- | ---------- | ---------- | ---------- | ---------- | --------------- | --------------- |
| Milan Trajkovic | 110 metri ostacoli | 13"43     | 4º q      | Bye        | Bye        | 13"32      | 3º         | non qualificato | non qualificato |

Femminile
Eventi su pista e strada
| Atleta            | Evento      | Preliminari | Preliminari | Batteria        | Batteria        | Ripescaggi      | Ripescaggi      | Semifinale      | Semifinale      | Finale          | Finale          |
| Atleta            | Evento      | Risultato   | Posizione   | Risultato       | Posizione       | Risultato       | Posizione       | Risultato       | Posizione       | Risultato       | Posizione       |
| ----------------- | ----------- | ----------- | ----------- | --------------- | --------------- | --------------- | --------------- | --------------- | --------------- | --------------- | --------------- |
| Olivia Fotopoulou | 100 m piani | 11"50       | 7ª          | non qualificata | non qualificata | non qualificata | non qualificata | non qualificata | non qualificata | non qualificata | non qualificata |
| Olivia Fotopoulou | 200 m piani | N.D.        | N.D.        | 23"07           | 5ª R            | 22"92           | 1ª Q            | 22"98           | 8ª              | non qualificata | non qualificata |

Eventi su campo
| Atleta           | Evento        | Qualifica | Qualifica | Finale | Finale    |
| Atleta           | Evento        | Misura    | Posizione | Misura | Posizione |
| ---------------- | ------------- | --------- | --------- | ------ | --------- |
| Elena Kulichenko | Salto in alto | 1,92 m    | 7ª q      | 1,95 m | 7ª        |

### Ciclismo su strada
| Atleta             | Evento                   | Tempo    | Posizione |
| ------------------ | ------------------------ | -------- | --------- |
| Antri Christoforou | Corsa in linea femminile | 4h10'20" | 62ª       |

### Judo
| Atleta        | Evento          | Preliminari          | 16-esimi             | Ottavi               | Quarti               | Semifinali           | Ripescaggio          | Finale               | Pos.            |
| Atleta        | Evento          | Avversario Punteggio | Avversario Punteggio | Avversario Punteggio | Avversario Punteggio | Avversario Punteggio | Avversario Punteggio | Avversario Punteggio | Pos.            |
| ------------- | --------------- | -------------------- | -------------------- | -------------------- | -------------------- | -------------------- | -------------------- | -------------------- | --------------- |
| Sofia Asvesta | 52 kg femminile | non disputato        | Iraoui V 1-0         | Buchard S 0-10       | non qualificata      | non qualificata      | non qualificata      | non qualificata      | non qualificata |

### Nuoto
| Atleta           | Evento                       | Batterie | Batterie  | Semifinali      | Semifinali      | Finale          | Finale          |
| Atleta           | Evento                       | Tempo    | Posizione | Tempo           | Posizione       | Tempo           | Posizione       |
| ---------------- | ---------------------------- | -------- | --------- | --------------- | --------------- | --------------- | --------------- |
| Nikolas Antoniou | 100 m stile libero maschile  | 50"35    | 43        | non qualificato | non qualificato | non qualificato | non qualificato |
| Kalia Antoniou   | 100 m stile libero femminile | 54"75    | 18        | non qualificata | non qualificata | non qualificata | non qualificata |

### Scherma

#### Uomini
| Atleta         | Evento               | 32-esimi             | 16-esimi             | Ottavi               | Quarti               | Semifinali           | Finale               | Pos.            |
| Atleta         | Evento               | Avversario Punteggio | Avversario Punteggio | Avversario Punteggio | Avversario Punteggio | Avversario Punteggio | Avversario Punteggio | Pos.            |
| -------------- | -------------------- | -------------------- | -------------------- | -------------------- | -------------------- | -------------------- | -------------------- | --------------- |
| Alex Tofalides | Fioretto individuale | Wojtkowiak V 15-10   | Itkin S 10-15        | non qualificato      | non qualificato      | non qualificato      | non qualificato      | non qualificato |

### Tiro a segno/volo
| Atleta              | Evento          | Qualificazione | Qualificazione | Finale          | Finale          |
| Atleta              | Evento          | Punteggio      | Classifica     | Punteggio       | Classifica      |
| ------------------- | --------------- | -------------- | -------------- | --------------- | --------------- |
| Konstantia Nikolaou | Skeet femminile | 116            | 20             | non qualificata | non qualificata |